# Skora
Skora (niem. Schnelle Deichsa) – prawobrzeżny dopływ Czarnej Wody o długości około 45 km. Płynie przez powiat złotoryjski i legnicki.

## Bieg rzeki
Rzeka wypływa z Pogórza Kaczawskiego, płynie przez Równinę Legnicką. Wpada do Czarnej Wody w miejscowości Grzymalin między Lubinem i Chojnowem.
Skora przepływa przez Proboszczów, Pielgrzymkę, Wojcieszyn, Uniejowice, Zagrodno, Modlikowice, Jadwisin, Osetnicę, Konradówkę, Chojnów, Goliszów, Niedźwiedzice i Grzymalin.
W Chojnowie niedaleko "Złamanego Mostu" na ulicy Brzozowej, znajduje się mały jaz piętrzący, drugi jaz znajduje się w Konradówce. Do Skory wpadają Czermnica i Młynówka.

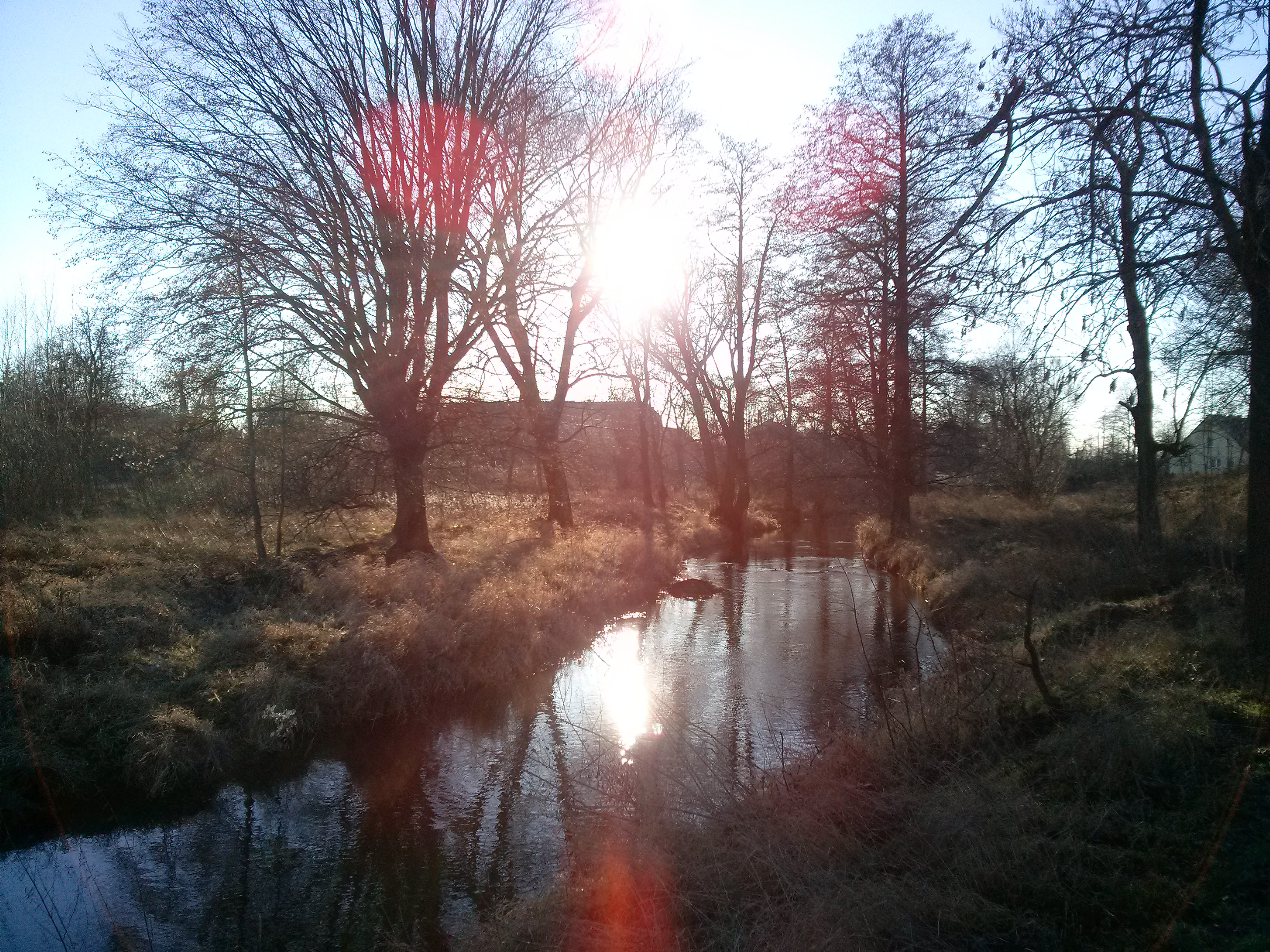
Rzeka Skora w Wojcieszynie

W strefie źródliskowej Skory występuje ciekawe zjawisko hydrologiczne zwane kaptażem Skory, gdzie rzeka Skora przejmuje część wód innej rzeki należącej do jej dorzecza. Skora w wyniku intensywnej erozji wstecznej przedarła się przez wzniesienia Sądreckich Wzgórz, oddzielających Skorę od lewostronnego dopływu Czermnicy, po dotarciu do dopływu Czermnicy, spływającego spod południowych zboczy Sądreckich Wzgórz, Skora przechwyciła dopływowy potok Czermnicy, zasilając w ten sposób swoje wody.

## Fauna Skory
Skora obfituje w ryby: pstrągi, lipienie, strzeble potokowe i ślizy w górnym biegu, zaliczanym do wód górskich, oraz klenie, okonie i brzany w biegu dolnym.

## Kwestia nazwy po 1945 r.
Nazwa polska Skory pierwotnie była jednowyrazowa, tak wynika z analiz porównawczych innych nazw rzek sudeckich. Nadanie Skorze przez niemieckich osadników miana Deichsel – po niemiecku dyszel, wyraźnie odpowiadało rwącemu okresowo nurtowi rzeki.